# Zora la vampira (film)
Pour les articles homonymes, voir Zora la vampira.
Pour plus de détails, voir Fiche technique et Distribution.
Zora la vampira est une comédie horrifique italienne réalisée par Marco et Antonio Manetti et sortie en 2000. 

## Synopsis
Impressionné par la vision de l'émission de télévision Carràmba! Che sorpresa (it), un comte Dracula du troisième millénaire décide de quitter la Transylvanie pour s'installer dans une Italie lumineuse et accueillante. Débarqué sur un cargo d'immigrés clandestins, il est traité comme un immigré banal et se retrouve dans un centre social de Rome.
Ayant du mal à trouver un toit, Dracula rencontre presque immédiatement l'incarnation de son amour éternel, l'écrivaine Zora. Malheureusement pour le prince des vampires, les problèmes ne manquent pas : sur ses traces se trouvent le commissaire Lombardi et deux rappeurs romains, tandis que son fidèle serviteur a plusieurs problèmes avec son permis de séjour et avec les exigences insistantes de son maître, habitué à un niveau de vie très élevé.

## Fiche technique
- Titre italien original : Zora la vampira[1]
- Réalisateur : Marco et Antonio Manetti
- Scénario : Marco et Antonio Manetti
- Photographie : Federico Schlatter (it)
- Montage : Federico Maria Maneschi
- Musique : DJ Squarta, DJ Gruff, Kaos One, Neffa, Frankie hi-nrg mc
- Effets spéciaux : Paolo Zeccara
- Décors : Pierluigi Manetti, Dora Manetti
- Production : Carlo Verdone, Marco Scaffardi, Vittorio Cecchi Gori
- Société de production : Cecchi Gori Group Fin.Ma.Vi., Virginia Produzioni
- Pays de production :  Italie
- Langues originales : italien
- Format : couleur - 1,66:1
- Durée : 105 minutes
- Genre : Comédie horrifique et fantastique
- Dates de sortie :
  - Italie : 22 septembre 2000

## Distribution
- Micaela Ramazzotti : Zora
- Toni Bertorelli : Comte Dracula
- Chef Ragoo : Zombie
- G Max (it) : Lama
- Lele Vannoli (it) : Serviteur
- Carlo Verdone : Commissaire Lombardi
- Sandro Ghiani (it) : Cuccureddu
- Ivo Garrani : Prêtre
- Tormento : Cianuro
- Lory Bofta : Daphné
- Lampa Dread : Rasta
- Marco Manetti : Bue
- Turi (it) : Rocco
- Erika Savastani : Michelina
- Elda Alvigini (it) : la fille au piercing
- Michael Maser : Peloso
- Marco Forieri (it) : l'homme râblé
- Alessia Barela : Tossica
- Massimo De Santis (it) : Tossico
- Cecilia Luci : Ciccotti
- Selen : Vampira n°1
- Lenka Lanci : Vampira n°2
- Magdalena Grochowska : Vampire n°3
- Juliet Esey Joseph : Fille noire
- Francesco Scali (it) : Médecin légiste
- Gabriella Proietti : Mère Amalia
- Patrizia Sacchi : Laurona
- Valerio Mollica : Oreste
- Victor Vicente : Ruggero
- Valerio Mastandrea : Nicola Speranza
- Fabio Ferri : Ventura
- Perla Giordano : Perla
- Roberta Modigliani : Journaliste
- Massimo Sarchielli (it) : Père de Daphne
- James Senese : Compagnon de Naples
- Rude MC (it) : Lui-même
- Cor Veleno (it) : Eux-mêmes

## Production
Le nom de la protagoniste est tiré de Zara la vampire (Zora la vampira), une série de bandes dessinées des années 1970 éditée par Renzo Barbieri (it) et écrite par  Giuseppe Pederiali (it). Cependant, l'intrigue du film est complètement différente de la teneur de la bande dessinée à l'origine érotique. C'est plutôt le film Blacula, le vampire noir (1972) de William Crain, véritable film culte de blaxploitation des années 1970, qui a inspiré les réalisateurs et les scénaristes.
Le film, tourné à Otrante, à Naples et à Rome, tente de réactualiser le personnage de Dracula, en le plaçant dans une sorte de parodie, dans la lignée de Mel Brooks. Verdone, dans le film avec le rôle du commissaire Lombardi, réactualise le masque du « coatto » (litt. « bagnard ») de la Commedia dell'arte, avec la circonstance aggravante d'être un homme des forces de l'ordre.

## Bande originale
| 1.  | Tabula rasa                     | Profondo rosso                   | 2:57 |
| 2.  | Il sonno della ragione          | Frankie hi-nrg mc                | 3:39 |
| 3.  | Sotto le pezze                  | President Arpi                   | 4:02 |
| 4.  | Ora la colpa a chi la dai       | Sottotono                        | 4:46 |
| 5.  | Se vola                         | Brusco                           | 3:24 |
| 6.  | Sangue                          | Kaos One                         | 3:43 |
| 7.  | Cosa                            | DJ Enzo feat. DJ Gruff           | 4:12 |
| 8.  | Zitte, sta arrivanne 'o mammone | Napoli Centrale                  | 4:13 |
| 9.  | Tutto il tempo                  | Neffa feat. Francesca Touré      | 4:49 |
| 10. | D'istinto                       | Turi feat. Primo Brown           | 3:41 |
| 11. | Distruzione                     | Profondo rosso                   | 3:36 |
| 12. | Pusherman                       | I.H.C.                           | 3:50 |
| 13. | Ragga                           | General Puma feat. Piotta        | 2:52 |
| 14. | Cianuro                         | Cianuro alias Tormento feat. Esa | 4:27 |
| 15. | Sfiga                           | Rude MC                          | 3:12 |
| 16. | T'amo                           | DJ Gruff                         | 2:59 |
| 17. | Solo nel buio della notte       | Neffa feat. Dre Love             | 4:13 |
| 18. | Bad Girls                       | Sovibes                          | 3:34 |
| 19. | In crescita                     | Cor Veleno                       | 3:02 |
| 20. | Zora                            | Profondo rosso                   | 3:02 |

## Accueil critique
Les critiques du film n'ont pas été unanimes. Il y a ceux qui l'ont jugé comme l'un des films les plus intéressants de la scène italienne du début des années 2000 pour sa « perspective ironiquement déformante », et ceux qui l'ont rejeté car « si mauvais que j'ai même du mal à vous faire comprendre pourquoi et dans quelle mesure ».